# Качо, Фермин
Фермин Качо Руис (исп. Fermín Cacho Ruiz; 16 февраля 1969) — испанский бегун на средние дистанции.
Родился в Агреде. Профессиональную карьеру начал в 1987 году. Специализировался в беге на 1500 метров. На чемпионате мира по кроссу финишировал 47-м в 1987 году и 15-м в 1988 году. Серебряный призёр чемпионата Европы в помещении 1990 года. На Олимпийских играх в Барселоне выиграл золотую медаль с результатом 3.40,12. На следующий год выиграл серебряную медаль мирового первенства в Штутгарте.
На Олимпийских играх в Атланте он стал серебряным призёром, уступив в финальном забеге действующему рекордсмену мира на этой дистанции Нурредину Морсели. 13 августа 1997 года пробежал 1500 метров за 3.28,95, тем самым установив рекорд Европы, который до сих пор остаётся непревзойдённым. За годы выступлений неоднократно становился чемпионом Испании на средних дистанциях.
После завершения спортивной карьеры был президентом футбольного клуба «Депортиво» из города Андухар.